# Megachile pluto

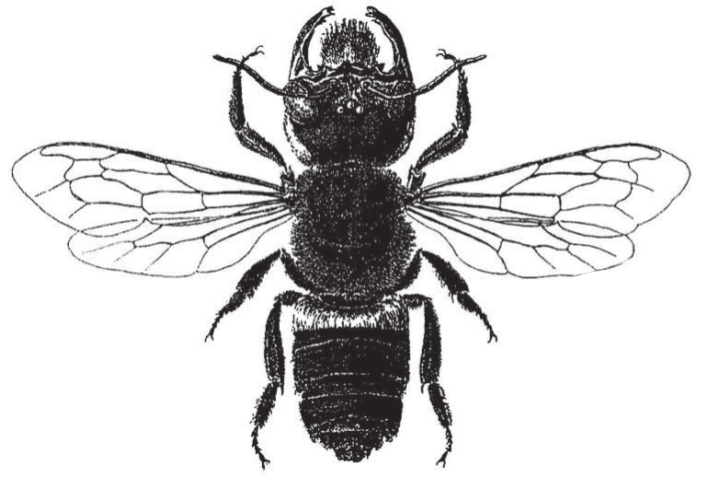
Megachile pluto

Megachile pluto (лат.) — вид пчёл из семейства мегахилиды. Самые крупные в мире представители Anthophila (Apoidea s.str.). Обитают на Молуккских островах (Индонезия). Иногда рассматривают в составе отдельного рода пчёлы-каменщицы под названием Chalicodoma pluto.

## История открытия
Megachile pluto была впервые обнаружена в Индонезии натуралистом Альфредом Уоллесом в 1859 году. Альфред Уоллес провел в экспедиции восемь лет, с 1854 по 1862, изучая фауну Малайского архипелага (13000 островов, в настоящее время принадлежит Малайзии и Индонезии). Знаменитый натуралист собрал 125660 экземпляров организмов, в том числе 83200 жуков. Из всего его собрания было описано 1000 новых для науки видов, а на пчелу обратил внимание и описал её британский энтомолог Фредерик Смит. Вид включали в состав подродовых таксонов Eumegachilana, Callomegachile или Chalicodoma.

## Повторное открытие вида
Эта пчела считалась вымершей до тех пор, пока её повторно не нашли в 1981 году. Это сделал американский энтомолог Адам Мессер (Adam C. Messer), который нашел 6 гнезд на острове Бачан (Bacan, бывший Bachian или Bachan, нид. Batjan) и других близлежащих Молуккских островах в северной части Индонезии.
21 февраля 2019 года экспедиция в составе Эли Уайман, двух других учёных из Принстонского Университета и фотографа Клея Болта снова подтвердили существование пчел данного вида в Индонезии.

## Биология
Гнездятся в древесных термитниках, заселенных термитами рода Microcerotermes. Эти термиты строят гнезда из древесного материала в стволах и ветвях деревьев. Самое крупное пчелиное гнездо включало 157 ячеек, горизонтально расходящихся от вертикального туннеля. Полилекты, то есть опыляют растения разных видов. Лабораторный анализ пыльцы из гнёзд показал преобладание Myrtaceae.

## Характеристика
На английском эту пчелу также называют Wallace’s Giant Bee — «гигантская пчела Уоллеса». Самки этих пчёл рассматриваются как самые крупные в мире пчелы. Длина их тела — до 39 мм, а размах крыльев — до 63 мм. Самцы меньше, их длина — около 23 мм.
На крупной голове находятся огромные челюсти для сбора смолы, используемой при постройке гнезд. Откладывают крупные яйца длиной около 9 мм.

## Охранный статус
Внесена в Красную книгу МСОП в категорию уязвимых видов.